# Эдеркварт
Эдеркварт (нем. Oederquart) — община в Германии, в земле Нижняя Саксония.
Входит в состав района Штаде. Подчиняется управлению Нордкединген. Население составляет 1138 человек (на 31 декабря 2010 года). Занимает площадь 37,1 км².